# Eugen Teodorovici
Eugen Orlando Teodorovici (Bucarest, 12 agosto 1971) è un politico e funzionario rumeno.
Esperto nella gestione dei fondi europei, fu ininterrottamente per 21 anni funzionario e dirigente di dipartimenti ministeriali facenti capo ai ministeri dei trasporti, degli esteri, dell'economia e delle finanze. Nel 2012 fu indicato dal primo ministro Victor Ponta come nuovo ministro dei fondi europei, divenendo poi ministro delle finanze nel 2015.
Candidato dal Partito Nazionale Liberale alle elezioni parlamentari del 2008 ottenne, tuttavia, l'elezione a senatore solamente nel 2012 nelle liste del Partito Social Democratico e fu riconfermato nel 2016.
Nel 2018 fu designato come ministro delle finanze del governo Dăncilă.

## Biografia

### Formazione accademica
Teodorovici conseguì la laurea in economia e commercio presso l'Accademia degli studi economici di Bucarest nel 1997 e, successivamente, nel 2006, ottenne un master in relazioni internazionali ed integrazione europea presso Scuola nazionale di studi politici e amministrativi.

### Carriera nella pubblica amministrazione
La sua carriera nel ramo della pubblica amministrazione cominciò nel contesto della Romania postrivoluzionaria. Ad appena 20 anni, nel 1991, divenne funzionario presso il ministero dei trasporti, rimanendovi fino al 1999. In quell'anno fu trasferito al dipartimento per l'integrazione europea del governo, con competenza sul settore dei trasporti e dello sviluppo regionale. Divenne direttore del dipartimento nel giugno dello stesso anno.
Nel 2000 il dipartimento fu trasferito sotto il controllo del ministero degli esteri con la denominazione di dipartimento per gli affari europei. Tra i suoi incarichi vi fu quello di gestire il processo di armonizzazione della legislazione romena a quella europea in vista dell'accesso del paese all'Unione europea. Fu, in questa fase, tra i promotori del programma ISPA, il più grande progetto di preparazione di adesione ai fondi strutturali europei nel settore dei trasporti.
Dopo le elezioni legislative del 2000 fu creato in seno al governo Năstase (Partito Social Democratico (PSD)) il ministero dell'integrazione europea. Teodorovici fu nominato nel neonato ministero con la funzione di direttore generale della direzione di coordinamento di accesso ai fondi europei dei programmi ISPA e SAPARD.
Sempre nel campo dell'amministrazione delle politiche legate ai finanziamenti europei per le infrastrutture, tra il 2004 e il 2005, sotto il governo di Călin Popescu Tăriceanu (Partito Nazionale Liberale (PNL)), rivestì la funzione di direttore generale presso l'autorità sulla gestione dei fondi di coesione, sezione controllata dal ministero dell'economia. Tra il 2005 e il 2007 lavorò presso il ministero delle finanze in seno all'autorità sulla gestione delle infrastrutture.
Nel 2007 raggiunse il rango di segretario di stato del ministero dell'economia e delle finanze, allora guidato da Varujan Vosganian (PNL). Nel gennaio del 2009, con il nuovo mandato parlamentare (contestualmente tentò persino la candidatura al senato nelle liste del PNL nel distretto di Vrancea, ma senza risultati, in quanto il seggio andò all'esponente del PD-L Sorina Plăcintă), tuttavia, Teodorovici non fu riconfermato e tornò brevemente alla direzione dell'autorità sulle infrastrutture del ministero delle finanze.
Durante il governo presieduto da Emil Boc (Partito Democratico Liberale (PD-L)), tra il giugno 2009 e il maggio del 2012 fu direttore della sezione di audit sull'operato della corte dei conti della Romania.
Riavvicinatosi ai socialdemocratici, con la nascita del governo Ponta I, nel maggio del 2012, fu scelto come consigliere nel gabinetto personale del primo ministro Victor Ponta (PSD).

### Senatore e ministro del Partito Social Democratico
Il PSD lo candidò al senato nel distretto di Buzău in occasione delle elezioni parlamentari del dicembre 2012. Divenuto senatore, partecipò alla commissione permanente sul bilancio e le finanze e a quella sugli affari europei. La vittoria del partito alle elezioni fu la base per la nascita del governo Ponta II, nel quale Teodorovici fu nominato ministro dei fondi europei.
Nel corso del mandato da ministro entrò più volte in contrasto con il presidente della repubblica Traian Băsescu (con cui aveva collaborato negli anni novanta quando questi era ministro dei trasporti), che lo accusava di non essere stato in grado di innalzare la percentuale di utilizzo dei fondi concessi dall'Unione europea. Băsescu criticò l'accordo sul partenariato con l'UE preparato nel 2013 da Teodorovici riguardante il periodo di esercizio 2014-2020 e tacciò il ministro di eccessivo ottimismo. Nel settembre del 2014 il presidente etichettò Teodorovici come "dandy dei fondi europei" e, citando un rapporto dell'Unione europea, lo rimproverò di aver adoperato solamente il 37,5% delle risorse messe a disposizione per il mese, sottolineando il rischio concreto di perdere 12 dei 17 miliardi stanziati. Di contro, Teodorovici rigettò le critiche, mentre dati del governo al momento della nomina, nel dicembre 2012, rimarcavano che la percentuale di utilizzo dei fondi europei per il periodo di programmazione 2007-2014 fosse appena al 10,69% (2.053 miliardi di euro). Uno studio del ministero pubblicato nel febbraio 2015 mostrò come questo fosse arrivato al 52,59% (10.023 miliardi di euro) in appena due anni. Lo stesso Teodorovici dichiarò di aspettarsi di raggiungere l'80% entro la fine del 2015.
Nel marzo del 2015 fu indicato come nuovo ministro delle finanze del governo Ponta IV in sostituzione di Darius Vâlcov (PSD), indagato dalla Direzione nazionale anticorruzione della Romania (DNA) e sottoposto a misura di custodia cautelare per fatti di corruzione. Assunse l'incarico il 30 marzo, nonostante in seno al ministero in quel periodo fossero in atto indagini e perquisizioni condotte dalla DNA in relazione alla gestione poco chiara di molti progetti finanziati dall'Unione europea. Mantenne l'incarico fino alla caduta del governo, nel novembre 2015, in conseguenza delle manifestazioni di protesta antigovernativa che seguirono il drammatico incendio alla discoteca Colectiv di Bucarest.

### Secondo mandato al senato
In occasione delle elezioni parlamentari in Romania del 2016 fu nuovamente eletto per il PSD al senato, questa volta nel distretto di Tulcea, e sostenne la nascita del governo socialdemocratico del nuovo premier Sorin Grindeanu, voluto dal presidente del PSD Liviu Dragnea.
Grindeanu, tuttavia, rimase in carica per appena sei mesi e, sfiduciato dallo stesso PSD, che ne riteneva i risultati insoddisfacenti, fu sostituito dall'ex ministro dell'economia Mihai Tudose. Nel luglio 2017 Teodorovici fu scelto come consigliere onorario del nuovo premier, ma fu costretto a rinunciare all'incarico dopo appena cinque giorni dalla nomina per via di alcune affermazioni che non piacquero a Dragnea. Nello specifico, Teodorovici si dichiarò perplesso sull'utilità del progetto di costruzione di uno stadio del valore di 12 milioni di euro ad Alexandria, nel distretto di Teleorman (distretto elettorale di provenienza di Dragnea). Avanzò, inoltre, l'ipotesi di introdurre un regime di tassazione sugli averi della chiesa ortodossa romena. Lo stesso Dragnea si affrettò a prenderne le distanze e ad esternare la propria assoluta contrarietà all'idea di tassare le proprietà della chiesa.

### Ministro nel governo Dăncilă
Seppur critico nei confronti dell'ordinanza di modifica del sistema fiscale emanata negli ultimi mesi del 2017 dal governo Tudose, nel gennaio 2018 fu nominato ministro delle finanze nel nuovo esecutivo sostenuto dal PSD, il governo Dăncilă.
Il 29 giugno 2019 fu eletto presidente esecutivo del PSD nel quadro del congresso che convalidò la presidenza di Viorica Dăncilă. Fu costretto a lasciare il ruolo dopo la disfatta del candidato del PSD alle elezioni presidenziali del 2019.
Contestando le misure che avevano portato alla revoca dalla sua posizione, si candidò alla presidenza del PSD al congresso del 22 agosto 2020, criticando il nuovo presidente ad interim Marcel Ciolacu. Teodorovici ottenne 91 voti a fronte dei 1.310 dello sfidante Ciolacu.

## Aspetti controversi

### Accusa di conflitto di interessi
Nel 2007 l'ex ministro dei trasporti Radu Berceanu (PD-L) dichiarò pubblicamente che Teodorovici fosse colpevole di conflitto di interessi in relazione ad un finanziamento di 12 milioni di euro concesso tramite la Compagnia nazionale delle autostrade e delle strade nazionali (CNADNR) alla società WIFI Consult International, di proprietà dei testimoni di nozze dei coniugi Teodorovici, Alexis e Cristina Gressier. L'accordo finanziava gli studi tecnici condotti per la realizzazione dell'autostrada Nădlac-Sibiu.
All'epoca dei fatti Eugen Teodorovici era direttore dell'autorità sulla gestione dei fondi europei destinati alle infrastrutture, mentre la moglie Florentina era coordinatrice dei programmi comunitari del ministero dei trasporti, cui la CNADNR era subordinata.

### Posizione debitoria
Secondo un'inchiesta condotta nel 2015 dalla testata Digi24.ro, al momento della nomina a ministro delle finanze, le sue spese riferite a mutui e prestiti ammontavano a 5.400 euro al mese (a fronte di una posizione debitoria generale di 800.000 euro). Secondo i giornalisti, tuttavia, le entrate salariali dell'ex ministro coprivano appena un quarto delle spese, sollevando dubbi sulla situazione economica di Teodorovici. Questi, tuttavia, fece sapere di poter contare anche sui redditi provenienti dall'affitto di alcuni immobili di proprietà di una società collegata alla madre Iulia.

## Vita privata
Teodorovici era sposato con Florentina Costache, ex funzionaria del ministero dei trasporti, dalla quale divorziò nel 2013, e con cui ebbe due figli.